# Paul Ély
Paul Henri Romuald Ély (17 tháng 12 năm 1897 - 16 tháng 1 năm 1975) là một Đại tướng Pháp, nguyên Tổng Tham mưu trưởng Quốc phòng.

## Thiếu thời
Ông là con trai của Henri Ely, một công chức và Therese (nhũ danh Coste). Ông từng theo học tại Lycée de Best.

## Binh nghiệp
Ely theo học trường Ecole Spéciale Militaire de Saint-Cyr và được phong quân hàm trung úy vào năm 1919. Ông được thăng cấp đại úy vào năm 1930 và sau đó là thiếu tá vào năm 1938. Ông được thăng cấp trung tá trong Lực lượng Pháp tự do vào năm 1942 và đại tá vào năm 1944. Năm 1946, ông được thăng bậc tướng lĩnh.

### Đông Dương
Ely được bổ nhiệm làm Tham mưu trưởng thứ nhất Quốc phòng và phục vụ trong chức vụ này từ tháng 8 năm 1953 đến tháng 6 năm 1954.
Từ ngày 20 đến ngày 26 tháng 3 năm 1954, Ely đến thăm Washington DC cho các cuộc hội đàm cấp cao đã được lên lịch trước đó, trùng với thời điểm quân Pháp ngày càng gặp nhiều khó khăn trong Trận Điện Biên Phủ. :118 Trong chuyến thăm của Ely, các cuộc thảo luận liên quan đến việc hỗ trợ trực tiếp bằng không quân của Hoa Kỳ cho các đơn vị đồn trú của Pháp tại Điện Biên Phủ đã diễn ra và những cuộc thảo luận này được gọi là Chiến dịch Kền kền. Kền kền được thấy có nguồn gốc là một nhiệm vụ của Hải quân Hoa Kỳ dựa trên tàu sân bay nhưng đã phát triển thành một kế hoạch cho một cuộc tấn công duy nhất của toàn bộ phi đội B-29 của Bộ Chỉ huy Máy bay ném bom Viễn Đông của Lực lượng Không quân Hoa Kỳ (USAF), với 98 chiếc B-29 bay từ Căn cứ Không quân Clark để thực hiện một cuộc đột kích vào các mục tiêu của Việt Minh xung quanh Điện Biên Phủ. Các máy bay chiến đấu của Hải quân từ hai tàu sân bay đã bố trí gần Vịnh Bắc Bộ sẽ hỗ trợ hộ tống và yểm trợ. Không quân Mỹ chuẩn bị cho Chiến dịch Kền kền dự phòng. Khi rời khỏi Washington, Ely đinh ninh rằng người Pháp có thể yêu cầu người Mỹ thực hiện một cuộc tấn công như vậy.:119
Ngày 4 tháng 4, Ely đã thông qua tướng Jean Étienne Valluy, người đứng đầu phái bộ quân sự Pháp tại Washington, thông báo cho Đô đốc Radford yêu cầu của chính phủ Pháp yêu cầu Hoa Kỳ thực hiện cuộc không kích mà Đô đốc Arthur W. Radford và Ely đã thảo luận để giảm bớt áp lực của Việt Minh lên Điện Biên Phủ. Ngoại trưởng Pháp Georges Bidault cũng chuyển thông điệp tương tự tới Douglas Dillon, đại sứ Mỹ tại Pháp. Chính phủ Hoa Kỳ đã thông báo cho Pháp vào ngày 6 tháng 4 rằng sự tham gia của Hoa Kỳ sẽ chỉ được dự tính khi có sự tham gia trực tiếp của Vương quốc Anh. :129
Ely được bổ nhiệm làm tổng tư lệnh ở Đông Dương vào ngày 2 tháng 6 năm 1954 để thay thế tướng Henri Navarre, ông khởi hành đến Sài Gòn vào ngày 6 tháng 6 năm 1954 sau khi nói với một người bạn rằng "đây là sai lầm tồi tệ nhất trong sự nghiệp của tôi."  :153
Ngày 28 tháng 6 sau cuộc thảo luận tại Paris với tân Thủ tướng Pierre Mendès-France, tướng Ely ra lệnh di tản quân Pháp khỏi các vị trí ở phía nam đồng bằng sông Hồng, khiến quân Pháp chỉ còn lại một hành lang hẹp giữa Hà Nội và Hải Phòng. :161
Ngày 13 tháng 12, Ely và Đại sứ Hoa Kỳ J. Lawton Collins đã đạt được "hiểu biết về phát triển và đào tạo các lực lượng Việt Nam tự trị." Theo thỏa thuận, Nhóm Cố vấn Hỗ trợ Quân sự sẽ chịu toàn bộ trách nhiệm tổ chức và huấn luyện quân đội Nam Việt Nam trong khi vẫn công nhận quyền lực quân sự tổng thể của Pháp. Người Pháp đã trao "quyền tự chủ hoàn toàn" cho các lực lượng vũ trang Nam Việt Nam vào ngày 1 tháng 7 năm 1955. Người Mỹ và người Pháp đã không tham khảo ý kiến của người Việt Nam trong khi thiết lập hiệp định. :187
Trong cuộc gặp tại Paris vào ngày 18 tháng 12 năm 1954 với Thủ tướng Mendès-France và Anthony Eden, ngoại trưởng Anh, Ely bày tỏ quan điểm của mình về thủ tướng miền Nam Việt Nam Ngô Đình Diệm là một "người cực kỳ cứng đầu (pig-headed) và càng thêm vậy khi chịu nhiều áp lực" và rằng ông và Collins "bây giờ hầu như tin chắc rằng không thể trông đợi bất cứ điều gì ở Diệm." :188
Ely rời Nam Việt Nam vào cuối tháng 5 năm 1955. :203

### Sau Chiến tranh Đông Dương
Ely được bổ nhiệm lại làm Tham mưu trưởng vào tháng 3 năm 1956. Ely có thiện cảm với những người theo chủ nghĩa bạo ngược trong cuộc khủng hoảng tháng 5 năm 1958 ở Pháp và vào ngày 16 tháng 5 năm 1958, ông đã nộp đơn từ chức và được chấp nhận vào ngày hôm sau.
Ely được tái bổ nhiệm làm Tham mưu trưởng vào tháng 6 năm 1958 sau khi Charles de Gaulle lên nắm quyền và thành lập nền Cộng hòa thứ năm. Tháng 7 năm 1958, do sự xúi giục của de Gaulle, ông đã thanh trừng quân đội của một số phần tử cực đoan đã lãnh đạo cuộc nổi dậy tháng Năm. :437
Ely giải ngũ năm 1961. Ông qua đời ngày 16 tháng 1 năm 1975.